# 석주명
석주명(石宙明, 1908년 10월 17일~1950년 10월 6일)은 대한민국의 나비 연구가, 생물학자, 곤충학자, 동물학자, 언어학자, 박물학자, 제주도연구가이다.

## 학력
- 1926 개성 송도고등학교 졸업
- 1926 ~ 1929 일본 가고시마 고등농업학교 농학과 졸업

## 주요 경력
- 1943 경성제국대학 부설 생약연구소 제주도 시험장 소장
- 1945 수원 농업시험장 병리곤충부장
- 1946 과학박물관 동물학부장
- 1949년 3월 ~ 1949년 6월 前 민주국민당 문화예술행정특임위원

## 생애
1908년 평양에서 태어났다. 아버지는 평양 시내에 종업원이 100여 명에 달하는 요리집을 운영할 정도로 부유한 사업가였는데, 사업으로 번 돈으로 독립 운동을 지원할 만큼 민족의식이 뚜렷했다. 어머니는 당시에는 귀한 신식 물자인 타자기를 구해줄 정도로 자식 교육에 많은 열정을 보였다. 이러한 가정 환경은 석주명이 민족 문제와 학문 연구에 관심을 갖게 했다.
어릴 때부터 토끼, 비둘기와 같은 동물을 좋아해 집에서 길렀으며, 1921년 장로교 선교사 베어드가 세운 숭실고등보통학교에 진학했다. 하지만 동맹휴학에 가담하여 개성의 송도고등보통학교로 학교를 옮겼으며, 다시 경상북도 대구 고등농림학교로 전학하였고 1927년에 졸업했다.
송도고보 학생 시절에 석주명은 집에서 떠나서 공부했는데, 한때 음악에 정신이 팔려 공부를 게을리 하기도 했다. 집에서 많은 생활비를 보내 주는 데다가, 공부를 감독할 부모가 옆에 없었기 때문이다.
그러다 낙제 과목이 나올 정도로 성적이 나쁘게 나오자, 그제서야 정신을 차리고 방학 동안 공부에 힘썼다. 일본 최고의 농업 전문 학교의 하나인 가고시마 고등농림학교(鹿兒島高等農林學敎)에서 공부하여 1929년 졸업하였다.
석주명은 타이완에서 곤충 채집 여행 때 비를 맞지 않으려고 나무에 모인 하루살이들을 채집할 만큼 끈기가 있는 학생이었다. 일본 가고시마 고등농림학교 졸업 후에는 송도중학교에서 생물 교사로 일하면서 한반도의 나비에 대해서 연구했다.
이는 가고시마 고등농림학교 재학 시 지도 교수였던 오카지마 교수의 충고에 따른 것이었다. 일본 가고시마 고등농림학교를 졸업할 즈음의 석주명에게 교수는 장래를 물었는데, 석주명은 차별 때문에 학자가 될 수 없다고 하였다. 그러자 교수는 “한 분야에 10년간 집중하면 그 분야의 전문가가 된다”며 한반도에 사는 나비 연구를 권했고, 석주명은 교수의 충고를 받아들여 나비를 연구하였다.
한국 전쟁 도중 1950년 9월 말 서울에 있던 서울과학관이 폭격을 맞으면서 그가 20여 년 동안 75만 마리의 나비를 채집하여 만든 나비 표본이 모두 잿더미가 되고 말았다. 당시 석주명은 너무 상심이 커서 식음을 전폐할 정도였다. 석주명은  1950년 10월 6일에 술에 취한 한국 군인들이 쏜 총탄을 맞고 죽었다.

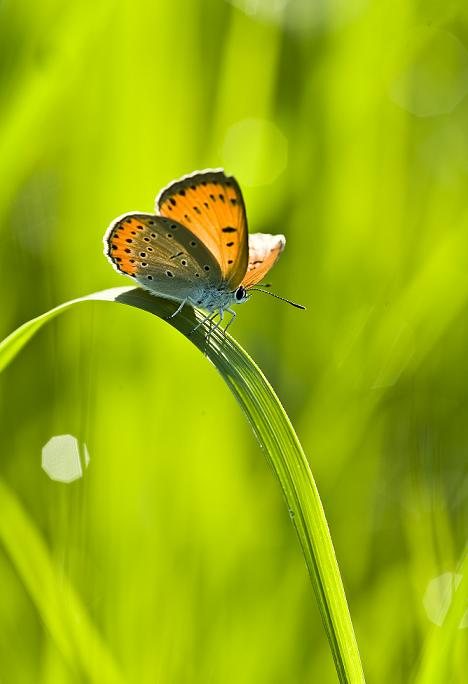
부전나비.

1931년부터 나비 연구를 시작한 그는 일본 동물학자들의 잘못된 나비 분류를 바로잡았다. 생물분류학의 새 장을 연 ‘개체변이에 따른 분포곡선 이론’을 창안해 내었던 것이다.
당시 일본인 동물학자들은 조금만 다른 특징이 있으면 새로운 종류라고 주장하여 한국의 나비가 844종이라고 과장하고 있었다. 그런데, 석주명은 영국 왕립아시아협회 조선지부에서 발간한 A Synonymic List of Butterflies of Korea 〈조선산 접류 총목록〉(1940년)을 통해 한국의 나비는 248종이라고 바로잡았다.
당시 석주명은 배추흰나비 16만여 마리의 무늬를 비교했는데, 그 결과 무늬가 다르다고 하여 다른 종이라고 성급하게 판단해서는 안 된다는 결론을 얻었다. 나비는 같은 종류라고 할지라도 성, 계절 등에 따라 몸의 크기와 무늬가 다르다. 그런데도 성급하게 무늬와 색상만으로 다른 종류라고 잘못 생각하던 일본 학자들의 관행을 바로 잡은 것이다. 나비의 분류에 관한 80편이 넘는 논문을 남겼다.
또한 제주 방언에 대한 논문과 에스페란토어 교과서를 쓰는 등 언어학자로도 활동했다. 또한 1943년 4월부터 1945년 5월까지 서귀포에 있던 경성제국대학 생약연구소 제주도시험장에서 근무하면서 <제주도방언집>, <제주도생명조사서>, <제주도관계문헌집> 등 6권(<제주도수필>, <제주도곤충상>, <제주도자료집>은 유고집)의 제주도총서를 발간하여 제주도에 관한 것은 무엇이든 기록하고 정리하여, 일명 제주도학(濟州島學)의 선구자로 불린다.
1945년에는 국립과학박물관 동물학부장과 국학대학에서 강사직을 맡기도 하였다.
석주명은 나비들의 이름을 붙여주었는데, 그가 붙여준 나비 이름으로는 신부나비(천주교 신부들의 예복을 연상한 이름), 도시처녀나비, 유리창나비, 수노랑나비, 부전나비(부전은 어린이들의 장식용 노리개를 말한다고 하는데, 실제로 부전나비는 몸집이 작아서 귀엽고, 날개색상이 화려해서 예쁜 나비이다.), 깊은산부전나비, 기생나비(흰나비의 하나, 기생처럼 가늘고 아름다운 몸놀림을 생각하면서 붙인 이름이라고 한다.), 배추흰나비(애벌레 시절에 배추를 먹는다 하여 붙인 이름이다.) 등 다양하며, 학명에 그의 성씨인 ‘석’(Seok)을 붙였다.
1940년에 낸 나비에 관한 그의 저서는 현재 사이트 영국왕립학회(The Royal Society of London for the Improvement of Natural Knowledge) 도서관에 소장되어 있다. 세계에 30여 명밖에 안되는 세계나비학회의 회원이 되었다. 전국 방방곡곡을 다니며 75만여 마리나 되는 나비를 채집하여 분류하고 연구했다. 또 그 성과를 모두 정리하여 지도에 표시(《한국산 접류 분포도》)했는데, 이것은 세계의 걸작으로 손꼽히고 있다.
1947년 한국산악회의 독도 학술 조사에 참가했다. 그물코에서 펴낸 석주명 평전에 따르면, 누이동생 석주선이 한국 전쟁 피난 시절 배낭에 넣고 다니며 보존했다가 1973년에 발간한 《한국산 접류 분포도》(The Distribution Maps of Butterflies in Korea)는 대한민국 나비 250종이 분포하는 지역을 종마다 각각 한국 지도와 세계 지도 한 장씩에 붉은 점으로 표시한 지도 500장으로 편집되어 있다. 석주명의 유품 및 관련 사료 50여 점은 단국대학교 석주선기념박물관에 소장되어 있다.

## 저서 및 논문
- 《A synonymic List Butterflies of Korea (조선산 나비 총목록)》, 1940
- 《제주도 방언집》, 서울신문사, 1947
- 《제주도 생명조사》, 서울신문사, 1948
- 《제주도관계문헌집》, 1949
- 《국제어 에스페란토 교과서》, 조선 에스페란토 학회, 1949
- 《나비채집 20년의 회고록》, 신양사, 1992

외 논문 다수

## 참고 자료
- 대한민국 과학기술유공자 홈페이지
- 한국산 나비에 대한 분류학을 정립한 故 석주명 국립과학박물관 동물학 연구부장
- 계몽사 그림위인전기 석주명,우리시대의 인물이야기 《나비박사 석주명》/사계절출판사,《석주명평전》/이병철/그물코